# Маље Лудинце
Маље Лудинце (слч. Malé Ludince) насељено је мјесто са административним статусом сеоске општине (слч. obec) у округу Љевице, у Њитранском крају, Словачка Република.

## Становништво
| Година:    | 1994. | 2004.   | 2014.    | 2024.   |
| ---------- | ----- | ------- | -------- | ------- |
| Број људи: | 217   | 203     | 180      | 170     |
| Разлика:   |       | -6,45 % | -11,33 % | -5,55 % |

| Година:    | 2023. | 2024.   |
| ---------- | ----- | ------- |
| Број људи: | 169   | 170     |
| Разлика:   |       | +0,59 % |

Према подацима о броју становника из 2011. године насеље је имало 181 становника.